# Фрегаты типа 054
Фрегаты УРО проекта 054 (обозначение НАТО — «Цзянкай» (Jiangkai)) — тип фрегатов с управляемым ракетным оружием Военно-Морских Сил КНР и Пакистана.

## Разработка и строительство
Строятся на судоверфях «Худун-Чжунхуа» в Шанхае и «Хуанпу» в Гуанчжоу, входящих в состав Китайской государственной кораблестроительной корпорации. Разработан компанией China State Shipbuilding Corporation. Строительство первого корабля «Мааньшань» (бортовой номер 525) было начато в конце 2002 г. на судоверфи «Худун-Чжунхуа», спущен на воду 11 сентября 2003 г., введён в строй 18 февраля 2005 г. Второй корабль «Веньчжоу» (526) спущен на воду 30 ноября 2003 г.. на судоверфи «Хуанпу» и введён в строй в 2006 г. Оба корабля входят в состав Восточного флота ВМС Китая. Их вооружение состоит из 1 × 1 100-мм АУ, 4 × 6 30-мм ЗАК АК-630, 2 × 4 ПУ ПКР YJ-83, 1 × 8 ЗРК HQ-7 (боекомплект — 16 ЗУР), 2 × 3 324-мм торпедных аппарата B515. Стоимость серийных кораблей составила $348000000
Начиная с третьего корабля строительство ведётся по измененному проекту 054A («Цзянкай-2»), отличающимся наличием 32-ячеечной установки вертикального пуска для ЗУР и радиолокационной станцией обнаружения воздушных и надводных целей российской разработки. В разработке проекта 054A принимало участие Северное проектно-конструкторское бюро из Санкт-Петербурга
Производство фрегатов проекта 054A ведется для замены устаревших фрегатов проекта 053H «Цзяньху», построенных в 1970-х гг. Кроме того, корабли могут представлять интерес для зарубежных заказчиков из развивающихся стран. По состоянию на январь 2017 года в состав ВМС НОАК введено 2 фрегата проекта 054 и 23 фрегата проекта 054A. На судоверфях «Худун-Чжунхуа» и «Хуанпу» продолжается строительство новых фрегатов этого типа.
Проект 054/054A является значительно более совершенным, чем предыдущие фрегаты китайской постройки, такие как проект 053H «Цзянху» и проект 053H2G/H3 «Цзянвэй», и приближаются по размерам и возможностям к современным фрегатам западной постройки. В частности, наличие установок вертикального пуска для ЗУР средней дальности даёт возможность обеспечивать противовоздушную оборону корабельного соединения на дальности до 35 км. Как ожидается, будет построено большее количество кораблей для замены устаревших фрегатов постройки 1970—1980-х гг.
Также как и французские фрегаты типа «Лафайет», проект 054 построен с использованием элементов технологии «стэлс», включая сглаживание стыков поверхностей для минимизации эффективной площади рассеивания, радиопоглощающую окраску корпуса, уменьшение сечения выступающих конструкций.
Вертолётная площадка на корме с ангаром обеспечивает базирование одного вертолёта Harbin Z-9C или Ка-28.
В феврале 2023 года были опубликованы спутниковые снимки, подтверждающие, что на судостроительной верфи «Худон жунхуа» в Шанхае ведется строительство нового фрегата «Тип 054В», который предназначен для замены фрегатов «Тип 054» и «Тип 056». Фрегат будет использоваться для действий в составе авианосных ударных групп ВМС НОАК. Кроме того, на судостроительной верфи в Даляне продолжается строительство пяти эскадренных миноносцев с управляемым ракетным оружием «Тип 052DL».

## Фрегаты проектов 054 и 054А

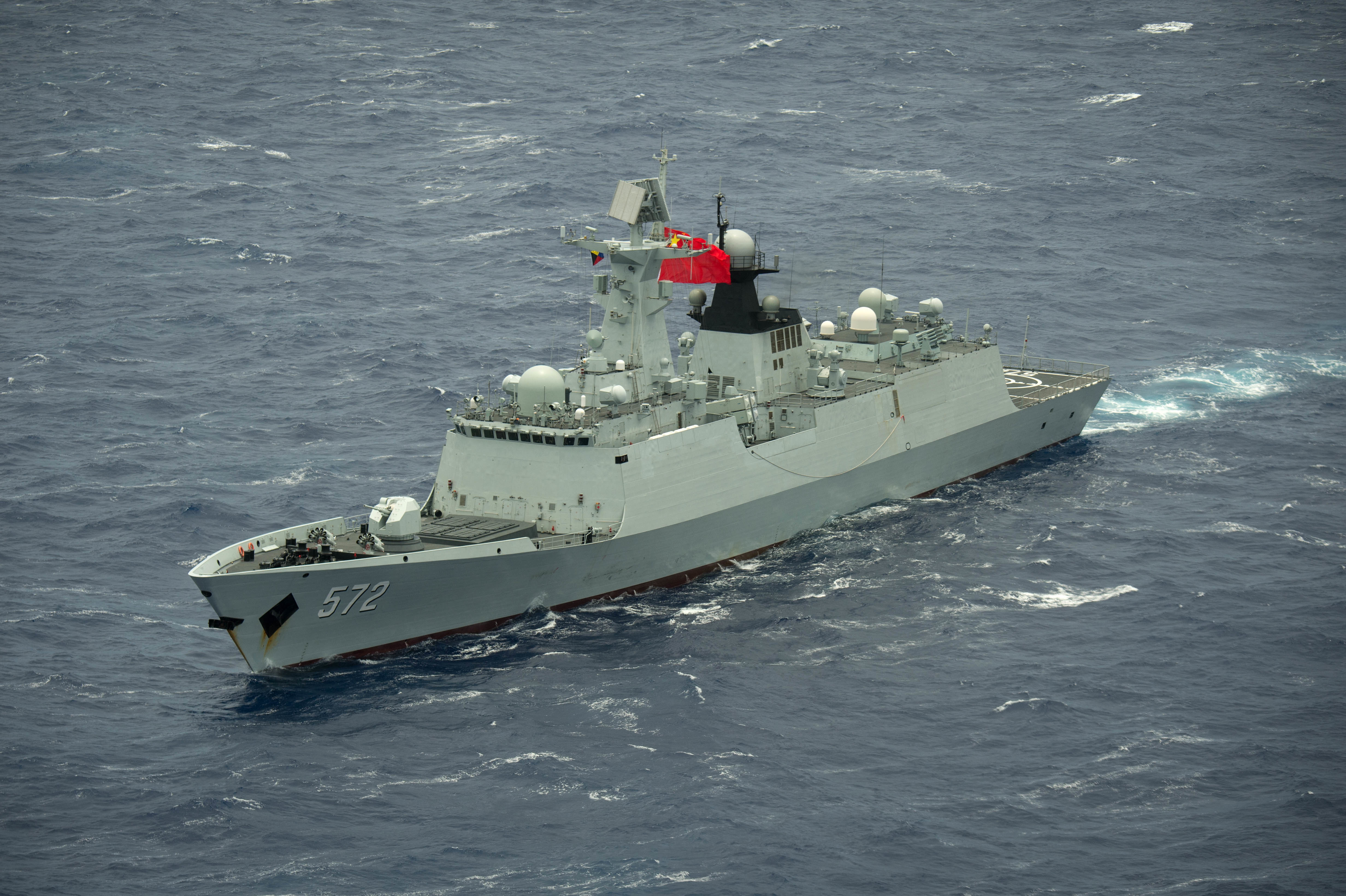
Фрегат «Хэншуй»

### Управляемое ракетное оружие
Фрегаты проекта 054A оснащены двумя наклонными счетверёнными универсальными ракетными установками ST-16M, расположенными в середине кораблей, которые предназначены для запуска противокорабельных ракет YJ-83 и крылатых противолодочных ракет. Ракета YJ-83 имеет активную радиолокационную систему наведения, боевую часть массой 165 кг, дальность полета — 180 км.
Первые два корабля проекта 054 оснащены китайским ЗРК ближнего действия HQ-7 (копия французского ЗРК «Кроталь») с восьмиконтейнерной пусковой установкой. Максимальная дальность — 13 км.
На кораблях проекта 054A эта система заменена 32-ячеечной установкой вертикального пуска, разработанной электронно-оптическим технологическим исследовательским центром в Лояне.  В установке используется ЗУР комплекса HQ-16 (копия 9М317 «Штиль»)  с дальностью действия 40—70 км и полуактивной радиолокационной системой наведения.
Установка вертикального пуска может также осуществлять запуск противолодочных управляемых ракет Yu-8. Эти ракеты снаряжены акустическими торпедами, разработанными, вероятно, на базе торпеды Yu-7 (Mk 46).

### Артиллерийские системы
Первые два корабля оснащены китайской одноствольной 100-мм артиллерийской установкой и четырьмя шестиствольными зенитными артиллерийскими комплексами АК-630 российского производства.
Корабли проект 054А оснащены двумя китайскими семиствольными зенитными артиллерийскими комплексами тип 730. ЗАК тип 730 имеет максимальную скорострельность 4600-5800 выстрелов в минуту и максимальную дальность стрельбы 3000 м. Комплекс оснащён радиолокационной станцией наведения TR47C китайского производства и электронно-оптическим прибором управления огнём, которые расположены непосредственно на артиллерийском комплексе. Позднее заменены на 11-ти ствольные ЗАК типа 1130.
Кроме того, на носовой палубе установлена одноствольная 76-мм артиллерийская установка, возможно копия российской АК-176.

### Противолодочное вооружение
Корабли также оснащены двумя шестиствольными противолодочными реактивными бомбовыми установками тип 87. Боекомплект составляет 36 ракет калибром 240-мм с боевой частью массой 34 кг. Максимальная дальность стрельбы — 1200 м.

### Радиоэлектронное вооружение
Базовый вариант проекта 054 имеет радиолокационный комплекс, состоящий из китайской РЛС обнаружения воздушных и надводных целей тип 360S (дальность обнаружения самолетов — 150 км, противокорабельных ракет — 50 км), РЛС управления огнём ЗАК тип 347G, РЛС управления огнём артиллерийской установки и противокорабельных ракет тип 344, РЛС управления огнём ЗРК HQ-7 тип 345. Корабль также имеет навигационную РЛС MR-36A.
Радиолокационное оборудование проекта 054A в основном российской разработки, произведённое по лицензии, либо переработанное из систем, полученных вместе с эсминцами УРО типа «Современный».
Радиолокационная станция обнаружения воздушных целей типа 382, разработанная на базе РЛС «Фрегат-МАЭ-5», размещена на марсе передней мачты. РЛС «Фрегат-МАЭ-5» способна одновременно отслеживать до 40 целей, максимальная дальность обнаружения самолёта — 120 км, противокорабельной ракеты — 50 км.
Четыре РЛС MR90 (обозначение НАТО — Front Dome) (две наверху мостика и две на крыше вертолётного ангара) обеспечивают управление ЗУР. Первоначально сконструированные для управления пусками ЗУР 9М317 «Штиль», каждая станция может одновременно наводить две ракеты.
РЛС «Минерал-МЭ» (обозначение НАТО — Band Stand), обеспечивающая управление ПКР и загоризонтное обнаружение и целеуказание надводных кораблей, расположена в большом шарообразном обтекателе наверху мостика
Корабль имеет три китайские РЛС тип 347G, две из которых включены в состав ЗАК тип 730 для управления его огнём, а одна РЛС установлена сверху мостика за обтекателем РЛС «Минерал-МЭ» и предназначена для управления огнём 76-мм артиллерийской установки.
На марсе кормовой мачты имеется шарообразный обтекатель, в котором, возможно, установлена навигационная РЛС MR-36.
Средства радиоэлектронного подавления.
Корабль оснащен двумя 18-ствольными реактивными установками в середине корпуса. Предположительно, они предназначены для запуска радиоэлектронных ловушек и дипольных отражателей. Кроме того, в нескольких шарообразных обтекателях расположены антенны средств РЭБ.

### Гидроакустическое вооружение
Возможно, проект 054A оснащен модернизированной российской гидроакустической станцией МГК-335. Имеет буксируемую ГАС и опускаемую ГАС переменной глубины.

### Энергетическая установка
Энергетическая установка — дизельная по системе CODAD. Основу установки составляют четыре дизельных двигателя SEMT Puelstick 16 PA6V-280 STC. Подобные двигатели 12 PA-6V-280 STC, только меньшей мощности, установлены на французских фрегатах типа «Лафайет». Китай закупил технологию производства этих двигателей в конце 1990-х годов и производит их по лицензии на дизельном заводе в Шэньси. Мощность двигателя составляет 6330 л. с., мощность всей энергетической установки — 25320 л. с.

## Фрегаты проекта 054АG
К 2025 году было спущено на воду не менее трёх кораблей данной модификации. Корабли получили новую артиллерийскую установку, такую же как у фрегатов типа 054B, и удлинённую вертолётную площадку, обеспечивающую базирование противолодочных вертолётов Z-20F.

## Фрегаты проекта 054А/Р

Фрегат «Таймур»

Пакистан заказал фрегаты усиленного проекта. РЛС типа 382 заменена на 3D РЛС SR2410C. Новая китайская РЛС обнаруживает одновременно 150 целей на дальности 250 км. Добавлена обзорная РЛС типа 517 метрового диапазона. Вместо дозвуковых противокорабельных ракет YJ-83 ставятся сверхзвуковые ракеты CM-302 (YJ-12).

## Список кораблей
| Проект 054                | Проект 054     | Проект 054      | Проект 054     | Проект 054                  | Проект 054              | Проект 054 |
| Название                  | Бортовой номер | Верфь           | Спущен на воду | Введен в строй              | Флот                    | Состояние  |
| ------------------------- | -------------- | --------------- | -------------- | --------------------------- | ----------------------- | ---------- |
| «Мааньшань»               | 525            | Hudong          | 11.09.2003     | 18.02.2005                  | Восточный флот ВМС НОАК | В строю    |
| «Вэньчжоу»                | 526            | Huangpu         | 30.11.2003     | 26.09.2006                  | Восточный флот ВМС НОАК | В строю    |
| Проект 054А               |                |                 |                |                             |                         |            |
| «Сюйчжоу»                 | 530            | Huangpu         | 30.09.2006     | 29.01.2008                  | Восточный флот ВМС НОАК | В строю    |
| «Чжоушань»                | 529            | Hudong          | 21.12.2006     | 03.01.2008                  | Восточный флот ВМС НОАК | В строю    |
| «Хуаншань»                | 570            | Huangpu         | 10.03.2007     | 13.05.2008                  | Южный флот ВМС НОАК     | В строю    |
| «Хэнъян»                  | 568            | Hudong          | 23.05.2007     | 30.06.2008                  | Южный флот ВМС НОАК     | В строю    |
| «Юньчэн»                  | 571            | Huangpu         | 08.02.2009     | 15.01.2010                  | Южный флот ВМС НОАК     | В строю    |
| «Юлин»                    | 569            | Hudong          | 28.04.2009     | 01.02.2010                  | Южный флот ВМС НОАК     | В строю    |
| «Иян»                     | 548            | Huangpu         | 19.11.2009     | 26.10.2010                  | Восточный флот ВМС НОАК | В строю    |
| «Чанчжоу»                 | 549            | Hudong          | 21.05.2010     | 30.05.2011                  | Восточный флот ВМС НОАК | В строю    |
| «Яньтай»                  | 538            | Huangpu         | 24.08.2010     | 09.07.2011                  | Северный флот ВМС НОАК  | В строю    |
| «Яньчэн»                  | 546            | Hudong          | 27.04.2011     | 02.02.2012                  | Северный флот ВМС НОАК  | В строю    |
| «Хэншуй»                  | 572            | Huangpu         | 21.05.2011     | 09.07.2012                  | Южный флот ВМС НОАК     | В строю    |
| «Лючжоу»                  | 573            | Hudong          | 10.12.2011     | 28.12.2012                  | Южный флот ВМС НОАК     | В строю    |
| «Линьи»                   | 547            | Huangpu         | 13.12.2011     | 22.12.2012                  | Северный флот ВМС НОАК  | В строю    |
| «Юэян»                    | 575            | Huangpu         | 09.05.2012     | 03.05.2013                  | Южный флот ВМС НОАК     | В строю    |
| «Вэйфан»                  | 550            | Hudong          | 09.07.2012     | 22.06.2013                  | Северный флот ВМС НОАК  | В строю    |
| «Санья»                   | 574            | Hudong          | 30.11.2012     | 13.12.2013                  | Южный флот ВМС НОАК     | В строю    |
| «Хуанган»                 | 577            | Huangpu         | 28.04.2013     | 16.01.2015                  | Восточный флот ВМС НОАК | В строю    |
| «Хуанши» ("Дацин")        | 576            | Huangpu         | 28.09.2013     | 16.01.2015                  | Северный флот ВМС НОАК  | В строю    |
| «Янчжоу»                  | 578            | Hudong          | 30.09.2013     | 21.09.2015                  | Восточный флот ВМС НОАК | В строю    |
| «Саньмэнься» ("Ханьдань") | 579            | Huangpu         | 27.07.2014     | 19.08.2015                  | Северный флот ВМС НОАК  | В строю    |
| «Цзинчжоу»                | 532            | Hudong          | 22.01.2015     | 05.01.2016                  | Восточный флот ВМС НОАК | В строю    |
| «Сянтань»                 | 531            | Huangpu         | 19.03.2015     | 24.02.2016                  | Восточный флот ВМС НОАК | В строю    |
| «Биньчжо́у»                | 515            | Hudong          | 13.12.2015     | 29.12.2016                  | Восточный флот ВМС НОАК | В строю    |
| «Сюйчан»                  | 536            | Huangpu         | 29.05.2016     | 23.06.2017                  | Южный флот ВМС НОАК     | В строю    |
| «Уху́»                     | 539            | Hudong          | 08.06.2016     | 29.06.2017                  | Северный флот ВМС НОАК  | В строю    |
| «Анья́н»                   | 599            | Hudong          | 24.03.2017     | 12.04.2018                  | Восточный флот ВМС НОАК | В строю    |
| «Жичжа́о»                  | 598            | Huangpu         | 01.04.2017     | 12.01.2018                  | Северный флот ВМС НОАК  | В строю    |
| «Сяньнин»                 | 500            | Huangpu         | 22.09.2017     | 28.08.2018                  | Южный флот ВМС НОАК     | В строю    |
| «Наньту́н»                 | 601            | Hudong          | 16.12.2017     | 23.01.2019                  | Восточный флот ВМС НОАК | В строю    |
| «Цзаочжуа́н»               | 542            | Huangpu         | 30.06.2018     | 22.02.2019                  | Северный флот ВМС НОАК  | В строю    |
| «Цзыян»                   | 522            |                 |                | 2022                        | Восточный Флот ВМС НОАК | В строю    |
| «Баян-Нур»                |                |                 |                | ? Не позднее начала 2023 г. | Южный Флот ВМС НОАК     | В строю    |
| «Хунхэ»                   |                |                 |                | ? Не позднее января 2023 г. |                         | В строю    |
| «Баоцзи»                  |                | Hudong          | 23.12.2021     | ? Не позднее начала 2023 г. |                         | В строю    |
| Проект 054А/Р             |                |                 |                |                             |                         |            |
| «Tughril»                 |                | Hudong          |                | 24.01.2022                  | ВМС Пакистана           | В строю    |
| «Taimur»                  | 266            | Hudong-Zhonghua |                | 23.06.2022                  | ВМС Пакистана           | В строю    |
| «Типу Султан»             |                |                 |                | 20.07.2023                  | ВМС Пакистана           | В строю    |
| «Шах-Джахан»              |                | Hudong          | 23.12.2021     | 20.07.2023                  | ВМС Пакистана           | В строю    |
| Проект 054АG              |                |                 |                |                             |                         |            |
| ?                         |                |                 |                |                             |                         |            |
| ?                         |                |                 |                |                             |                         |            |
| ?                         |                |                 |                |                             |                         |            |